# Notre-Dame-de-la-Délivrance (Saint-Denis)

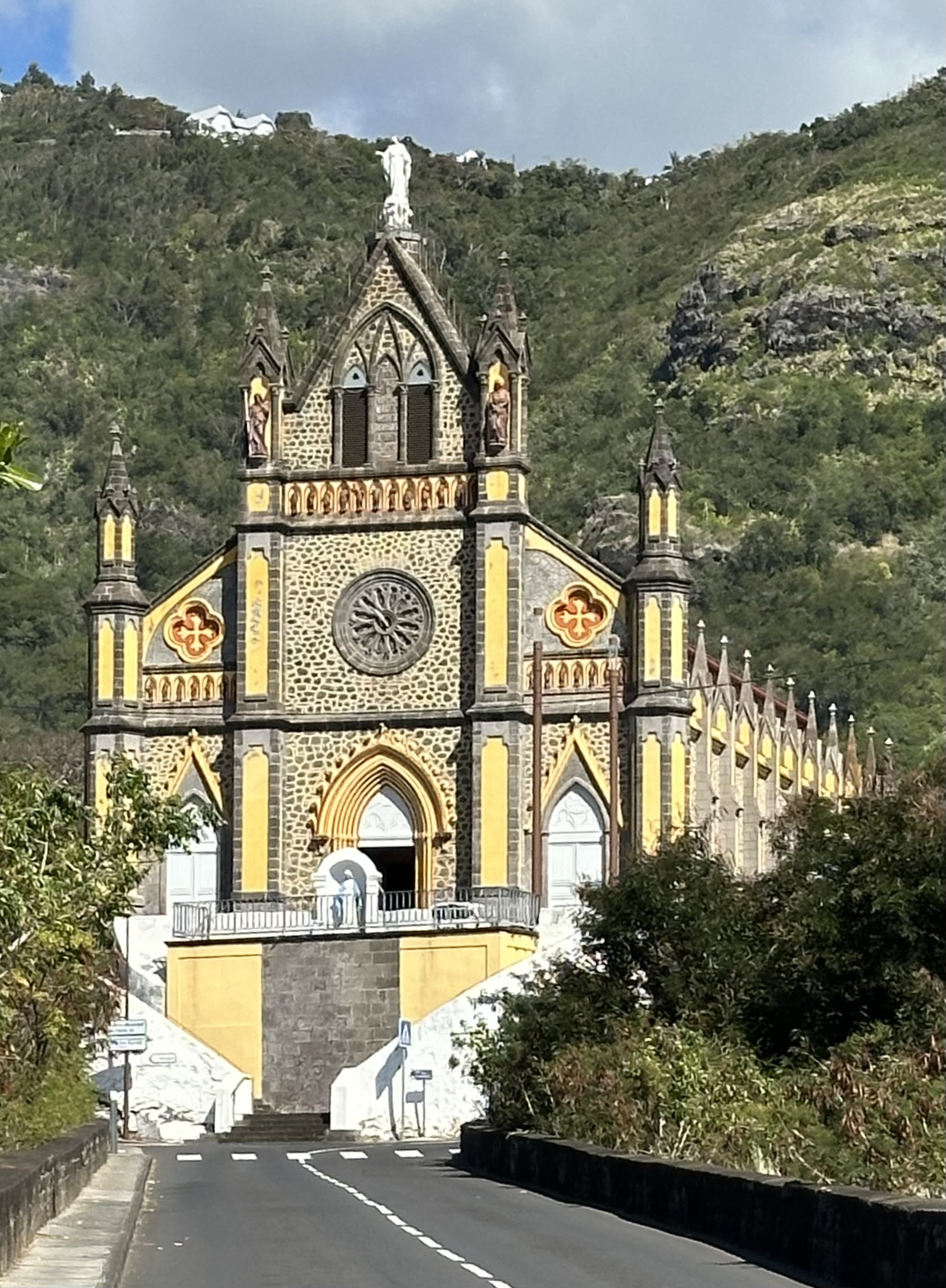
Notre-Dame-de-la-Délivrance, 2024

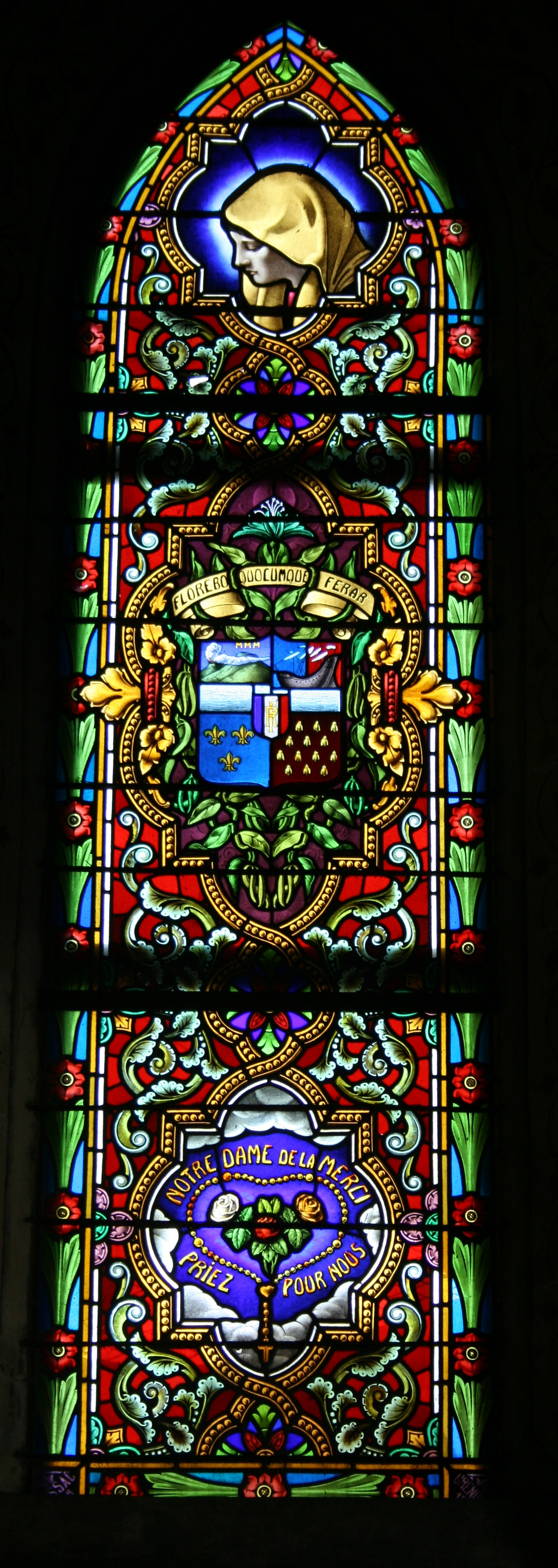
Fenster der Kirche, 2007

Notre-Dame-de-la-Délivrance ist eine denkmalgeschützte römisch-katholische Kirche in Saint-Denis auf der im Indischen Ozean gelegenen französischen Insel Réunion. Sie gehört zum Bistum Saint-Denis-de-La Réunion.

## Lage
Die Kirche befindet sich westlich der Innenstadt am westlichen Ende der Straße Rue de Pont an der Adresse 20, place de la Délivrance. Unmittelbar östlich der Kirche verläuft die Rue Gallieni.

## Geschichte
Bei der Anreise von Bischof Armand-René Maupoint nach Réunion im Jahr 1857 kam sein Schiff am Kap der Guten Hoffnung in einen schweren Sturm, so dass er um sein Leben fürchtete. Er gelobte die Gründung einer Wallfahrtskirche Notre-Dame-de-la-Délivrance. Tatsächlich wurde die entsprechende Pfarrei am 16. März 1858 gegründet und zunächst eine Holzkapelle errichtet. Nach einiger Zeit erwies sie sich als zu klein, so dass sie durch die heutige, zwischen 1893 und 1897 erbaute Kirche ersetzt wurde. Der Entwurf stammte vom Ingenieur Auguste Bénard. Tätig war auch Pierre Berthomieu, der von 1891 bis 1899 Pfarrer der Gemeinde war.
Am 29. Dezember 2005 wurde die Kirche als Monument historique ausgewiesen, 2020 Teile der Inneneinrichtung. 2017 erfolgte eine Restaurierung im Kircheninneren.

## Architektur
Die Kirche ist im Stil der Neogotik aus Lavagestein errichtet, wobei die einzelnen Steine in breite Kalkfugen eingebettet sind. Es besteht ein aus kleinen Heiligenfiguren gebildeter Fries. Darüber hinaus gibt es drei große, den heiligen Johannes, die heilige Anna und die Jungfrau Maria darstellende Skulpturen.

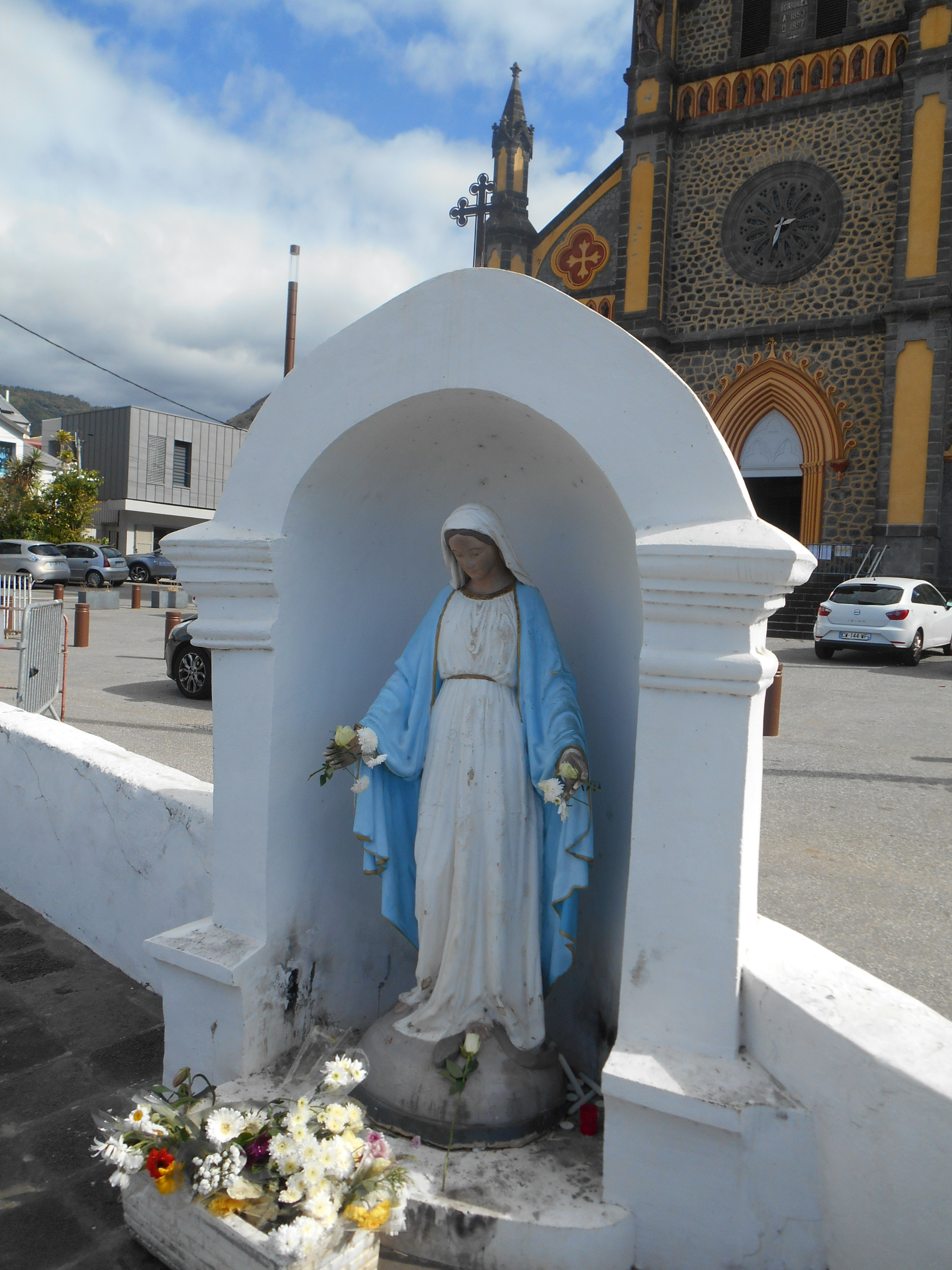
Nische mit Statue der Heiligen Jungfrau vor der Kirche, 2020

Zum Eingangsportal auf der Ostseite führt vom deutlich tieferen Straßenniveau eine geschwungene doppelläufige Freitreppe. Vor dem Portal ist in einer Nische eine Statue der Jungfrau mit Blick nach Osten angeordnet. Dort befindet sich auch ein Kalvarienberg mit drei gusseisernen Statuen.
Das Kircheninnere war 1898 weiß gestrichen. Lediglich im Chor befanden sich bereits drei Buntglasfenster. Jeweils vier weitere befanden sich in den Seitenschiffen. Eine der Darstellungen zeigt ein Schiff im Sturm und erinnert so an das Versprechen des Bischofs im Sturm. Im Übrigen sind die Fenster mit durchscheinenden oder mit blauen Gläsern versehen. 1905/1906 schuf Abbé Fulbert eine farbige Innengestaltung. Die Kirche gilt seitdem als prächtigste neogotische Kirche der Insel. Die Gewölbe wurden mit genieteten Blechen versehen und präsentieren sich mit goldenen Sternen auf blauem Grund. Die Bleche wurden per Schiff aus Le Havre geliefert. Im Chor und den beiden Nebenkapellen schuf Fulbert Darstellungen aus dem Leben der Jungfrau Maria und Jesus Christus. Auch die textilen Dekorationen greifen die Gestaltung auf.
Bemerkenswert ist auch die hölzerne Kanzel sowie zwei Beichtstühle. Sie nehmen ebenfalls die neogotische Gestaltung auf, wurden aus Teakholz, Olivenholz und Tamarindenholz geschaffen und entstanden in den Werkstätten von Pater Eugène Meillhorat in Saint-Jacques. Im Zuge der Restaurierung des Jahres 2017 wurden auch vier Kronleuchter aufgehängt, die Exemplaren nachgebildet wurden, die in den 1930er Jahren in der Kirche hingen.
Im Eingangsbereich der Kirche befinden sich zwei Brunnen. Einer ist aus Marmor gefertigt und mit Akanthusblättern verziert, der andere präsentiert sich in neogotischen Formen. Dort befindet sich auch eine von einem schmiedeeisernen Gitter geschützte Statue des heiligen Expedit, die seit den 1920er/1930er Jahren Gegenstand von eigenen Andachten ist. Die Statue wurde von Fanny Chatel, Ehefrau eines bekannten Bürgers von Saint-Denis, als Erfüllung eines in Marseille abgelegten Gelübdes nach Réunion eingeführt. Es war die erste Statue des für die Insel besonders bedeutenden Heiligen auf Réunion. Die Wand vor der Statue ist mit diversen Danksagungen vom Anfang des 20. Jahrhunderts versehen, die sich jedoch auf die Statue der Heiligen Jungfrau in der Nordkapelle beziehen.
In der Kirche befindet sich darüber hinaus ein gusseisernes Taufbecken und eine aus Gips gefertigte Kreuzwegdarstellung in einem neogotischen Rahmen.